# Куп домаћих нација 1909.
Куп домаћих нација 1909. (службени назив: 1909 Home Nations Championship) је било 28. издање овог најелитнијег репрезентативног рагби такмичења Старог континента.
Велшани су освојили Гренд слем. Тада је есеј вредео 3 поена, пенал 3 поена, претварање 2 поена, а дроп гол 4 поена.

## Такмичење
Велс - Енглеска 8-0
Шкотска - Велс 3-5
Ирска - Енглеска 5-11
Шкотска - Ирска 9-3
Велс - Ирска 18-5
Енглеска - Шкотска 8-18

## Табела
|   | Селекција                     | ИГ | Д | Н | И | ПД | ПП | ПР  | Б |  |
| - | ----------------------------- | -- | - | - | - | -- | -- | --- | - |  |
| 1 | Рагби репрезентација Велса    | 3  | 3 | 0 | 0 | 31 | 8  | +23 | 6 |  |
| 2 | Рагби репрезентација Шкотске  | 3  | 2 | 0 | 1 | 30 | 16 | +14 | 4 |  |
| 3 | Рагби репрезентација Енглеске | 3  | 1 | 0 | 2 | 19 | 31 | -12 | 2 |  |
| 4 | Рагби репрезентација Ирске    | 3  | 0 | 0 | 3 | 13 | 38 | -25 | 0 |  |